# Частен съдебен изпълнител
Частен съдебен изпълнител, съкратено ЧСИ, е лице в България, на което държавата възлага принудителното изпълнение на частни притезания. Част е от правосъдната система. ЧСИ е служебно лице, на което е възложено да привежда в изпълнение изпълнителни листове и други актове за изпълнение.
Частният съдебен изпълнител пристъпва към изпълнение по молба на заинтересованата страна на основание изпълнителен лист или друг акт, подлежащ на изпълнение. – Чл. 19. (1) ЗЧСИ
Държавата чрез органите, компетентни да установяват публични вземания, може да възлага на частния съдебен изпълнител и събирането на публични вземания.
Районът на действие на частния съдебен изпълнител съвпада с района на съответния окръжен съд.
Частните съдебни изпълнители, се наричат „частни“, за да се разграничат от държавните съдебни изпълнители, не толкова, заради статутът им на самоосигуряващи се лица, действащи в рамките на свободна професия, колкото да се акцентира, че събират преимуществено частни вземания.
Организацията и правното положение на частните съдебни изпълнители са уредени в Закона за частните съдебни изпълнители.

## Откриване на места за частни съдебни изпълнители
В определен район се открива едно място за частен съдебен изпълнител на 30 000 жители, въз основа на конкурс, насрочен със заповед на министъра на правосъдието.

## Правоспособност
Правоспособност на частен съдебен изпълнител може да придобие дееспособно физическо лице, което е български гражданин и отговаря на следните изисквания: има висше юридическо образование; придобило е юридическа правоспособност по Закона за съдебната власт; има тригодишен юридически стаж; не е осъждано на лишаване от свобода за умишлено престъпление от общ характер, независимо че е реабилитирано; не е лишено от правоспособност на частен съдебен изпълнител; не е лишено от правото да упражнява адвокатска професия или търговска дейност; не е в производство по несъстоятелност, не е невъзстановен в правата си длъжник, обявен в несъстоятелност, и не е осъждано за банкрут; издържало е конкурса за частен съдебен изпълнител.